# 98 (tal)
98 (otteoghalvfems, på checks også nitiotte) er det naturlige tal som kommer efter 97 og efterfølges af 99.

## Inden for videnskab
- 98 Ianthe, asteroide
- M98, spiralgalakse i Berenikes Lokker, Messiers katalog

## Eksterne links
- Wikimedia Commons har flere filer relateret til 98 (tal)